# Elementi trasponibili

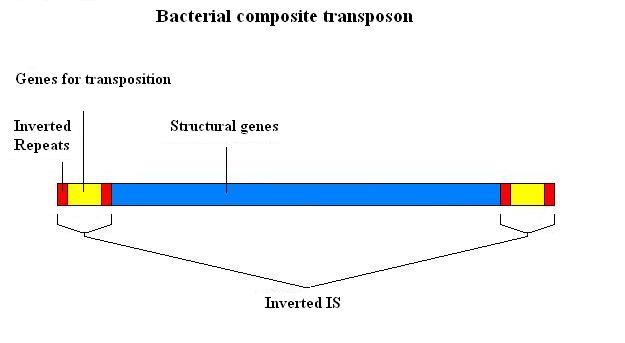

In genetica, si definiscono elementi trasponibili dei segmenti di DNA capaci di spostarsi e inserirsi in diverse posizioni del genoma, sia sulla stessa molecola di DNA che tra molecole distinte. Questo avviene tramite un meccanismo chiamato trasposizione. Gli elementi trasponibili fanno parte del mobiloma, che comprende tutti gli elementi genetici mobili di una cellula (in inglese MGE - Mobile genetic elements). Scoperti la prima volta negli anni cinquanta, sono oggetto di interesse scientifico per la loro capacità di provocare mutazioni genetiche, a causa dei loro spostamenti casuali nel genoma. 
Sono presenti nei genomi sia procariotici che eucariotici. Nei procarioti sono in grado di spostarsi in posizioni nuove sullo stesso cromosoma oppure su plasmidi o cromosomi fagici. Negli eucarioti gli elementi trasponibili possono spostarsi in posizioni diverse dello stesso cromosoma o in cromosomi diversi. Negli eucarioti, durante la trasposizione, gli elementi trasponibili possono lasciare una copia di se stessi nel sito di origine.
Esistono diversi tipi di elementi trasponibili, classificati in base alla struttura e ai meccanismi di trasposizione. Gli elementi trasponibili a oggi noti sono:
- Sequenze di inserzione
- Trasposoni
- Integroni
- Retrotrasposoni (solo negli eucarioti)
- Introni del gruppo II (solo negli eucarioti)[senza fonte]